# Varde
Varde är en tätort och stad som utgör centralort i Varde kommun i Region Syddanmark i sydvästra Danmark. Varde ligger på Jylland, omkring 18 kilometer norr om staden Esbjerg och hade 13 771 invånare 2015. Orten fick stadsrättigheter (købstad) år 1442.

## Kultur
I Varde finns Museet for Varde by og omegn som administrerar Varde museum, Tirpitzmuseet, Nymindegab museum och Danmarks Ravmuseum. På Tirpitzmuseet i orten Blåvand finns utställningar om Atlantvallen och livet på västkusten. I Varde finns även Minibyen i Arnbjergparken som är en miniatyversion av Varde år 1866 i skala 1:10.

## Bilder

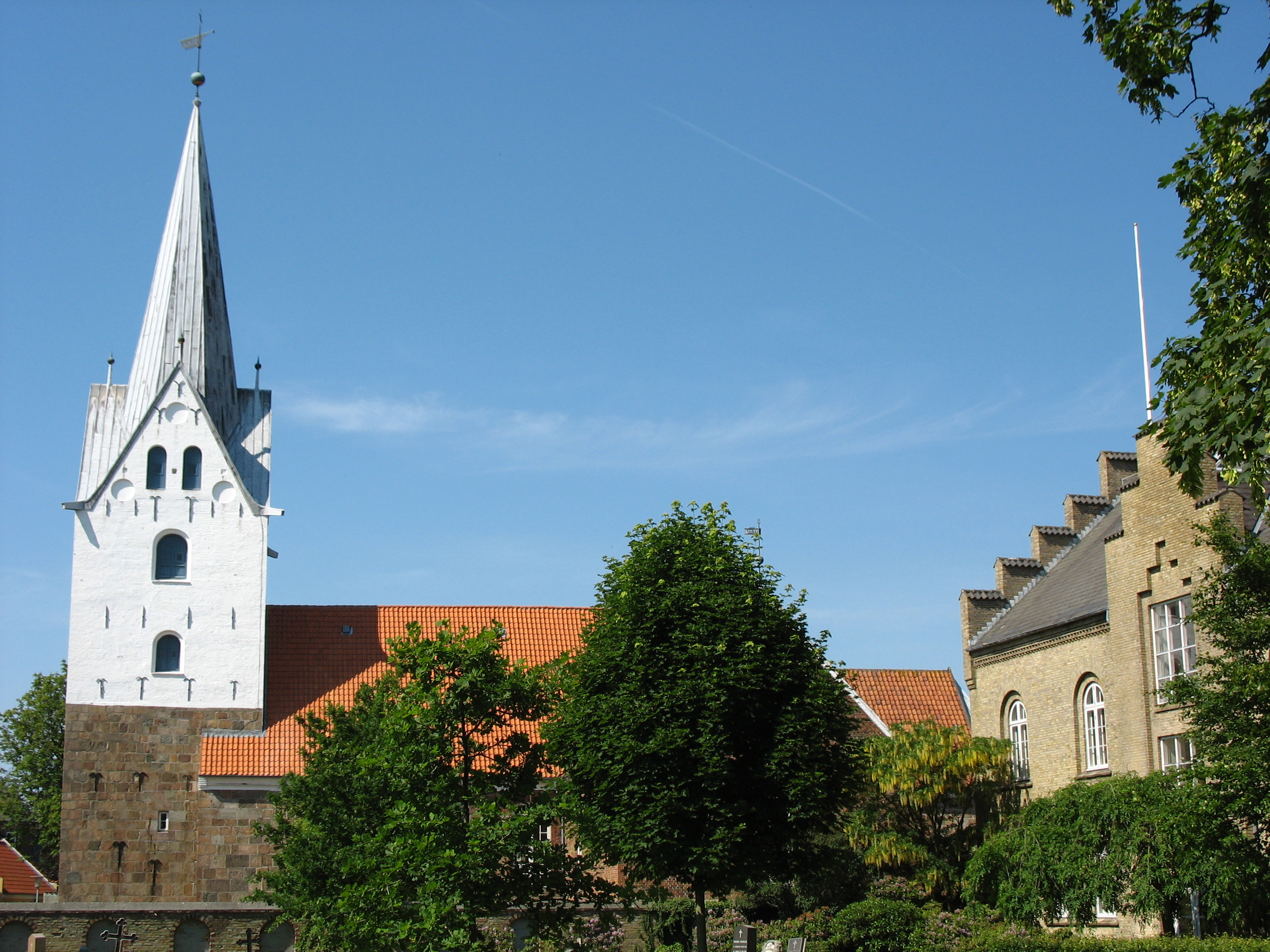
Sankt Jacobi kyrka (danska: Sankt Jacobi Kirke).
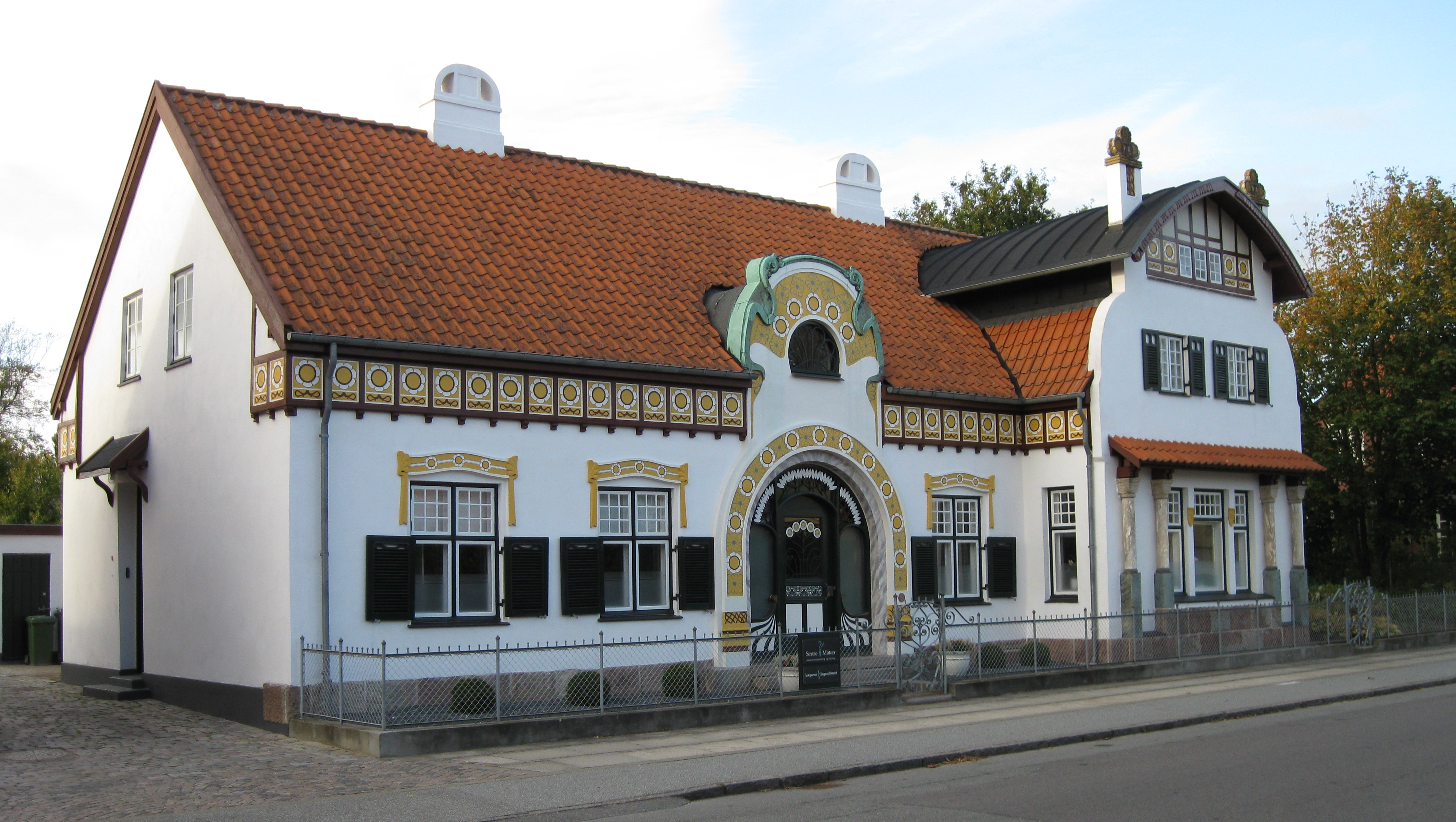
Jugendhuset, byggt 1901.